# Kreisstraße

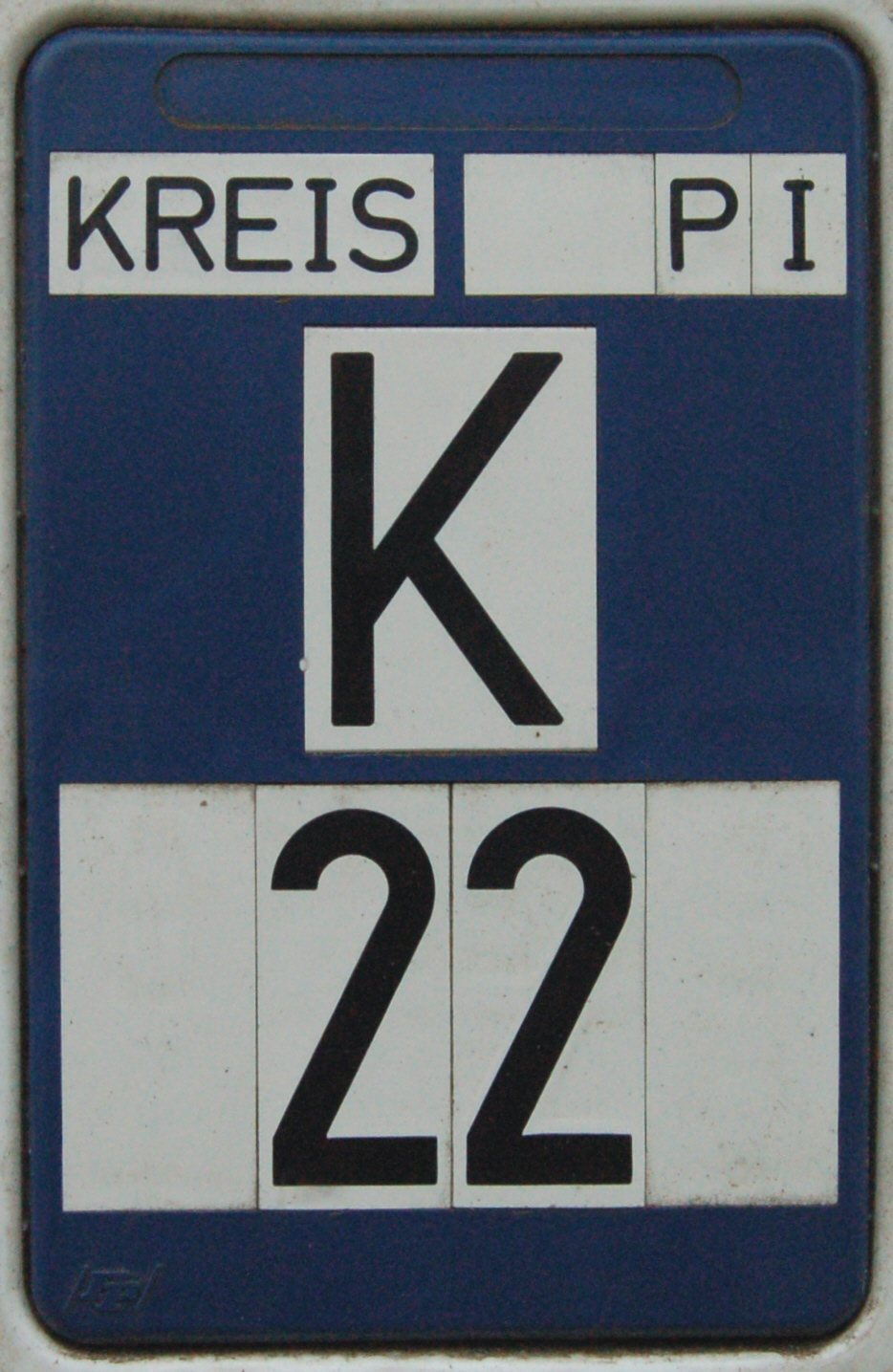
Kennzeichnung der Kreisstraße 22 (K 22) an einem Leitpfosten (hier im Kreis Pinneberg)

Kreisstraße ist im Verkehrswesen und Straßen- und Wegerecht eine Straßenkategorie, bei der die Straßenbaulast bei einem Landkreis oder einer kreisfreien Stadt liegt. 

## Allgemeines
Im Straßensystem in Deutschland dient die Kreisstraße als Außerortsstraße überwiegend dem zwischen- und überörtlichen Verkehr zwischen Landkreisen untereinander und diesen mit kreisfreien Städten. Die Kreisstraße steht damit in der Rangordnung unter einer Landesstraße (in den Freistaaten Bayern und Sachsen „Staatsstraße“ genannt), ist aber höherrangig als eine Gemeindestraße. Kreisstraßen befinden sich, mit Ausnahme von Ortsdurchfahrten größerer Gemeinden, überwiegend in der Straßenbaulast des jeweiligen Landkreises bzw. der kreisfreien Stadt (Straßenbaulastträger).
In den Straßengesetzen der Länder sind die Kreisstraßen leicht unterschiedlich definiert. Teilweise werden auch Straßen eingeschlossen, die erforderlich sind, um Gemeinden an das überörtliche Straßennetz anzuschließen.

## Nummerierung
Im Gegensatz zu Gemeindestraßen sind Kreisstraßen grundsätzlich nummeriert sowie mit dem oben dargestellten Stationszeichen versehen. Die jeweilige Bezeichnung wird jedoch nicht auf den Wegweisern aufgeführt. Die Kurzbezeichnung besteht aus dem vorangestellten Großbuchstaben K und einer fortlaufenden Nummer. In Bayern wird stattdessen auch das Kfz-Kennzeichen des Landkreises vor die Nummer gestellt. Die Kreisstraßen sind in den einzelnen Bundesländern wie folgt nummeriert:
| Land                                                                  | Schema | Foto |
| --------------------------------------------------------------------- | --- | ---- |
| Baden-Württemberg                                                     | Landesweite Nummerierung, grundsätzlich vierstellig (z. B. K 1419, K 2842 und K 4366), die ersten beiden Ziffern geben den Land- bzw. Stadtkreis an |      |
| Bayern                                                                | Kreisweite Nummerierung unter Voranstellung des Kfz-Kennzeichens des Landkreises bzw. der kreisfreien Stadt (z. B. NU 1 bis NU 19 im Landkreis Neu-Ulm; NES 1 bis NES 54 im Landkreis Rhön-Grabfeld); teilen sich Landkreis und kreisfreie Stadt ein Kfz-Kennzeichen, dann wird dem Kennzeichen in der Stadt ein kleines s angefügt (z. B. FÜs 4 in der Stadt Fürth) |      |
| Berlin, Bremen, Hamburg, Saarland                                     | Keine Kreisstraßen |      |
| Brandenburg                                                           | Landesweite Nummerierung, grundsätzlich vierstellig (z. B. K 6307, K 6813 und K 7329), die ersten beiden Ziffern geben den Landkreis an, in den kreisfreien Städten gibt es keine Kreisstraßen |      |
| Hessen, Niedersachsen, Rheinland-Pfalz, Schleswig-Holstein, Thüringen | Kreisweite Nummerierung (z. B. K 111, K 138 und K 180 oder K 5099 und K 984) |      |
| Mecklenburg-Vorpommern                                                | Kreisweite Nummerierung (z. B. LUP 1 bis LUP 166 im Landkreis Ludwigslust-Parchim) und Nummerierung nach den ehemaligen Landkreisen (z. B. NVP 1 bis NVP 26 im Altkreis Nordvorpommern und RÜG 1 bis RÜG 18 im Altkreis Rügen des Landkreises Vorpommern-Rügen) |      |
| Nordrhein-Westfalen                                                   | Kreisweite Nummerierung (z. B. K 8, K 27 und K 70), Beibehaltung der Nummerierung beim Überschreiten der Kreisgrenzen. Die Kreisstraßen in der Städteregion Aachen heißen offiziell Städteregionsstraßen; wie die übrigen Kreisstraßen in Nordrhein-Westfalen werden sie mit dem Buchstaben K und einer ein- oder zweistelligen Zahl bezeichnet.                     |      |
| Sachsen                                                               | Landesweite Nummerierung, grundsätzlich vierstellig (z. B. K 6201, K 8053 und K 9204), die ersten beiden Ziffern geben den ehemaligen Landkreis bzw. die (ggf. ehemalige) kreisfreie Stadt an |      |
| Sachsen-Anhalt                                                        | Ursprünglich landesweite Nummerierung, vierstellig (z. B. K 1002, K 1227 und K 2074) |      |